# جوزيف بيرتران
جوزيف لوي فرانسوا بيرتران (11 مارس 1822 - 5  أبريل 1900)، هو عالم رياضيات فرنسي  ولد بباريس وتوفي فيها. عمل في نظرية الأعداد والهندسة التفاضلية ونظرية الاحتمالات والاقتصاد والديناميكا الحرارية.
في عام 1845 خمَّن أن هناك على الأقل عددا أوليا واحدا محصورا بين n و2n-2 إذا كان n أكبر قطعا من 3. أثبت تشيبيشيف صحة هذه النظرية  في عام 1850 والتي تسمى اليوم مسلمة بيرتراند.